# Замчање
Замчање је насељено место града Краљева у Рашком округу. Према попису из 2022. било је 12 становника.

## Демографија
У насељу Замчање живи 30 пунолетних становника, а просечна старост становништва износи 60,2 година (61,3 код мушкараца и 59,3 код жена). У насељу има 17 домаћинстава, а просечан број чланова по домаћинству је 1,82.
Ово насеље је у потпуности насељено Србима (према попису из 2002. године), а у последња три пописа, примећен је пад у броју становника.

## Занимљивости
Више данашњег сеоског гробља постоји неко старо гробље. На гробовима је крупно камење на којима нема никаквих знакова. Народ прича да су се у овом гробљу сахрањивали Грци.
Према народном предању на брду Градина је био неки град а на брду Кули је била кула у старо време.
На једној каменитој главици врло стрмих страна су добро очуване развалине града Маглича уз чије зидине је неко старо гробље на којима су велики камени блокови без икаквих натписа.
У Лукама, у ливади Пантовића, народ казује да је било „турско гробље“ – од кога нема никаквог трага.
|  |

| Демографија | Демографија | Демографија |
| Година      | Становника  | Становника  |
| ----------- | ----------- | ----------- |
| 1948.       | 200         |             |
| 1953.       | 226         |             |
| 1961.       | 203         |             |
| 1971.       | 138         |             |
| 1981.       | 90          |             |
| 1991.       | 72          | 70          |
| 2002.       | 31          | 32          |

| Етнички састав према попису из 2002.‍ | Етнички састав према попису из 2002.‍ | Етнички састав према попису из 2002.‍ | Етнички састав према попису из 2002.‍ | Етнички састав према попису из 2002.‍ |
| ------------------------------------ | ------------------------------------ | ------------------------------------ | ------------------------------------ | ------------------------------------ |
|                                      |                                      |                                      |                                      |                                      |
| Срби                                 | Срби                                 |                                      | 31                                   | 100,0%                               |
| непознато                            | непознато                            |                                      | 0                                    | 0,0%                                 |

| Година пописа     | 1948. | 1953. | 1961. | 1971. | 1981. | 1991. | 2002. |
| ----------------- | ----- | ----- | ----- | ----- | ----- | ----- | ----- |
| Број домаћинстава | 40    | 46    | 45    | 40    | 30    | 26    | 17    |

| Број чланова      | 1 | 2  | 3 | 4 | 5 | 6 | 7 | 8 | 9 | 10 и више | Просек |
| ----------------- | - | -- | - | - | - | - | - | - | - | --------- | ------ |
| Број домаћинстава | 6 | 10 | 0 | 0 | 1 | 0 | 0 | 0 | 0 | 0         | 1,82   |

| Пол    | Укупно | Неожењен/Неудата | Ожењен/Удата | Удовац/Удовица | Разведен/Разведена | Непознато |
| ------ | ------ | ---------------- | ------------ | -------------- | ------------------ | --------- |
| Мушки  | 14     | 3                | 8            | 3              | 0                  | 0         |
| Женски | 16     | 2                | 8            | 5              | 1                  | 0         |
| УКУПНО | 30     | 5                | 16           | 8              | 1                  | 0         |

| Пол    | Укупно                    | Пољопривреда, лов и шумарство | Рибарство                            | Вађење руде и камена | Прерађивачка индустрија       |
| ------ | ------------------------- | ----------------------------- | ------------------------------------ | -------------------- | ----------------------------- |
| Мушки  | 5                         | 2                             | 0                                    | 0                    | 0                             |
| Женски | 2                         | 2                             | 0                                    | 0                    | 0                             |
| УКУПНО | 7                         | 4                             | 0                                    | 0                    | 0                             |
| Пол    | Производња и снабдевање   | Грађевинарство                | Трговина                             | Хотели и ресторани   | Саобраћај, складиштење и везе |
| Мушки  | 0                         | 1                             | 0                                    | 0                    | 2                             |
| Женски | 0                         | 0                             | 0                                    | 0                    | 0                             |
| УКУПНО | 0                         | 1                             | 0                                    | 0                    | 2                             |
| Пол    | Финансијско посредовање   | Некретнине                    | Државна управа и одбрана             | Образовање           | Здравствени и социјални рад   |
| Мушки  | 0                         | 0                             | 0                                    | 0                    | 0                             |
| Женски | 0                         | 0                             | 0                                    | 0                    | 0                             |
| УКУПНО | 0                         | 0                             | 0                                    | 0                    | 0                             |
| Пол    | Остале услужне активности | Приватна домаћинства          | Екстериторијалне организације и тела | Непознато            | Непознато                     |
| Мушки  | 0                         | 0                             | 0                                    | 0                    | 0                             |
| Женски | 0                         | 0                             | 0                                    | 0                    | 0                             |
| УКУПНО | 0                         | 0                             | 0                                    | 0                    | 0                             |